# Слупський тролейбус
Слупський тролейбус (пол. Słupsk trolibuszvonal-hálózata) — закрита тролейбусна мережа у місті Слупськ, яка була однією з 12-ти тролейбусних систем Польщі, що діяла у 1985—1999 роках.

## Історія
Перший проєкт запуску тролейбусної системи в Слупську передбачався ще у 1930-х роках, але через початок Другої світової війни цей проєкт був не втілений.
Знову ідея будівництва тролейбусної системи постала тоді, коли цей вид транспорту набув популярності наприкінці 1970-х років. У 1979 році Інститут доріг і мостів Варшавського технологічного університету підготував дослідження громадського транспорту, яке мало стати основою для проєктування автобусного сполучення. У дослідженні також був передбачений варіант і тролейбусного сполучення. Однак ані дослідження, ані подальші дослідження не викликали особливого інтересу з боку місцевої влади.

Трафарет лінії А (1985)

Ситуація кардинально змінилася у січні 1985 року, коли місцева влада вирішила побудувати першу тролейбусну лінію у Слупську. Майже в стислі терміни відбулося коригування попередніх планів будівництва через непристосованість дорожньої інфраструктури до тролейбусної руху. Відбувалась певна реконструкція дорожньої інфраструктури, зокрема, тоді вулиця Великий Пролетаріат отримала нове дорожнє покриття, перебудовано декілька перехресть. Найбільшу участь у будівництві тролейбусної мережі та тягових підстанцій брали працівники з Гдині та «WPK Katowice». Будівельні роботи тривали ударними темпами.

Трафарет лінії А (1999)

10 квітня 1985 року розпочалося будівництво першої лінії А (завдожки 4,7 км). 15 травня почалися роботи з монтажу контактної мережі. Перший тестовий рейс на лінії відбувся в ніч на 20 липня. Лінія А офіційно введена в експлуатацію 22 липня 1985 року. Вартість будівництва склала 262 млн zł. Мережа була поділена на 5 дільниць електропостачання: «Baza», «9 Maja», «Tuwima», «Szczecińska», «Wielki Proletariatu». Електропостачання здійснювалось від тягової підстанції «Віадукт» потужністю 2х1200 кВ. В цей день вулицями міста був організований тролейбусний парад тролейбусів ЗіУ-682УП на чолі з прототипом польського тролейбуса Jelcz PR110E. На лінії експлуатувалися 10 тролейбусів ЗіУ-682УП, пофарбованих у брендові біло-зелені кольори.
В той же час було прокладено частину кабелів живлення, що мали живити майбутні лінії B та C.

Трафарет лінії В

11 липня 1986 року введена в експлуатацію друга лінія, яка отримала літеру B (завдовжки 6,6 км), що сполучила житловий масив «Budowniczka Polski» Ludowej (вул. Rzymowskiego) з житловим масивом «Westerplatte» (вул. Hubalczyków). Вартість будівництва склала 490,2 млн zł. В ході будівництва була побудована ще одна тягова підстанція «Nad Śluzami» потужністю 2х1200 кВ та прокладено ще 3,3 км кабелів живлення. Також було модернізовано майже двокілометрову дільницю вулиці на суму близько 260 млн zł.

Трафарет лінії С

З 25 квітня по 25 червня 1987 року була побудована лінія С (завдовжки 7,8 км). Вартість будівництва склала 264 млн zł, прокладено 2,08 км кабелів живлення. 27 червня 1987 року відкритий тролейбусний рух лінією C, яка мала ті ж самі кінцеві зупинки, що й лінія B, але дещо за іншою схемою руху.
Передбачалося подальше розширення тролейбусної мережі. Лінії мали бути побудовані до місцевостей Кобильниці та Устки, проте плани були не здійснені.

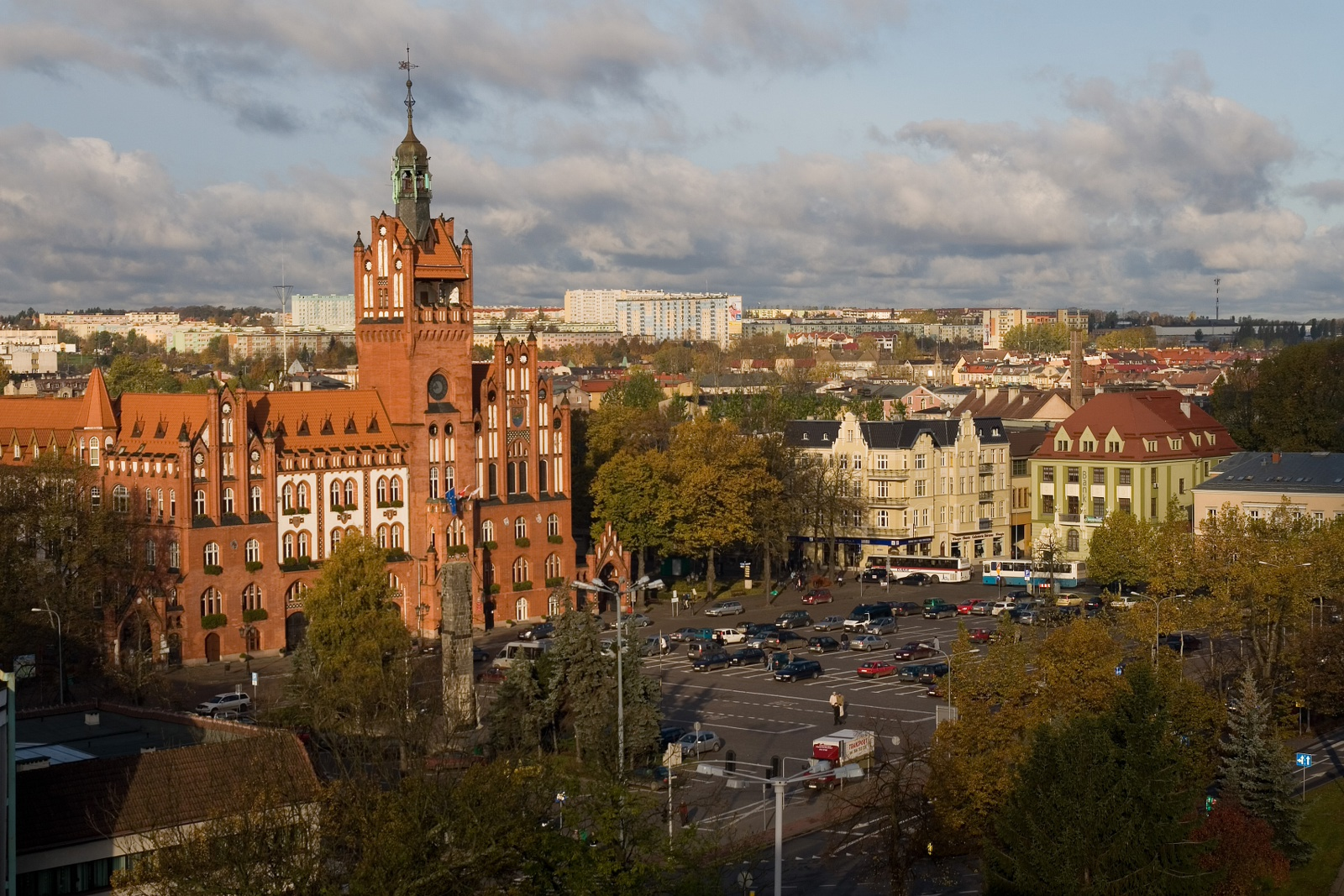
Ратуша Слупська — місце перетину трьох тролейбусних ліній Слупська

Погана економічна ситуація не дозволила відкрити ще дві лінії D та E. Перешкодою для подальшого розвитку тролейбусної системи став поганий технічний стан дорожньої інфраструктури. Проблемою була й відсутність відповідних технічних засобів — колишнє трамвайне депо на вулиці Коперніка було замалим для тролейбусного та автобусного транспорту, тож плани розширення тролейбусної мережі не були здійснені.
Згодом компанія «MZK Słupsk» здійснила обмін з транспортним перевізником міста Тихи 7 лінійних тролейбусів на 7 автобусів. Решти тролейбусів не вистачало для забезпечення повного транспортного обслуговування, рентабельність мережі різко впала. До 1999 року було лише п'ять тролейбусів, які перебували у достатньо справному стані. З'явилися перші перепони з ліквідації мережі: нерентабельність утримувати тролейбусну інфраструктуру для п'яти машин, вимогалася заміна кабелів живлення тягових підстанції, сповільнення руху автотранспорту вулицями міста через рух тролейбусів, вимогаоась потреба модернізувати  
старі тягові підстанції, що витрачали занадто багато енергії для роботи мережі.
Незабаром компанія «MZK Słupsk» переїхала до Кобильниці, а перенесення тролейбусної інфраструктури було занадто вартістним, щоб його розглядати. Провалилася також ідея створити окрему тролейбусну компанію, як у Гдині чи Тихи. У середині травня 1999 року почався демонтаж контактної мережі по вулиці Губальчика, що означало припинення існування ліній B та C. 18 жовтня 1999 року на вулиці вийшли останні тролейбуси лінії А. 
Маршрути колишніх ліній A, B та C зазнали незначних змін і були замінені на  автобусні маршрути № 17, 16 та 15 відповідно.  Рішення про ліквідацію тролейбусного руху в Слупську неодноразово критикували ЗМІ та мешканці міста. Міську владу Слупська звинуватили в тому, що вона ухвалила рішення без обговорень з мешканцями та радниками, більшість з яких виступала за залишення тролейбусного руху в місті.

## Рухомий склад
У Слупську експлуатувалося чотири типи моделей тролейбусів:
- ЗіУ-682УП;
- Jelcz PR110E;
- Ikarus 280E;
- Jelcz/MZK 110E.

У 1985—1992 роках основу рухомого складу складали радянські тролейбуси ЗіУ-682УП. У 1986 році придбані польські тролейбуси Jelcz PR110E, а у 1988 році — 1 тролейбус Ikarus 280E.
У 1993—1995 роках всі ЗіУ-682УП були відсторонені від експлуатації, а у 1994—1995 роках компанія «MZK Słupsk» переробила 4 автобуси Jelcz PR110 на тролейбуси. У 1999 році, перед закриттям тролейбусної мережі, експлуатувалося лише 7  тролейбусів, у тому числі 4 Jelcze PR110E та 3 Jelcze/MZK PR110E. Найбільша кількість рухомого складу була у період з 1985 по 1992 роки, а найменша — у 1998—1999 роках.